# Dobrá Voda (Březnice)

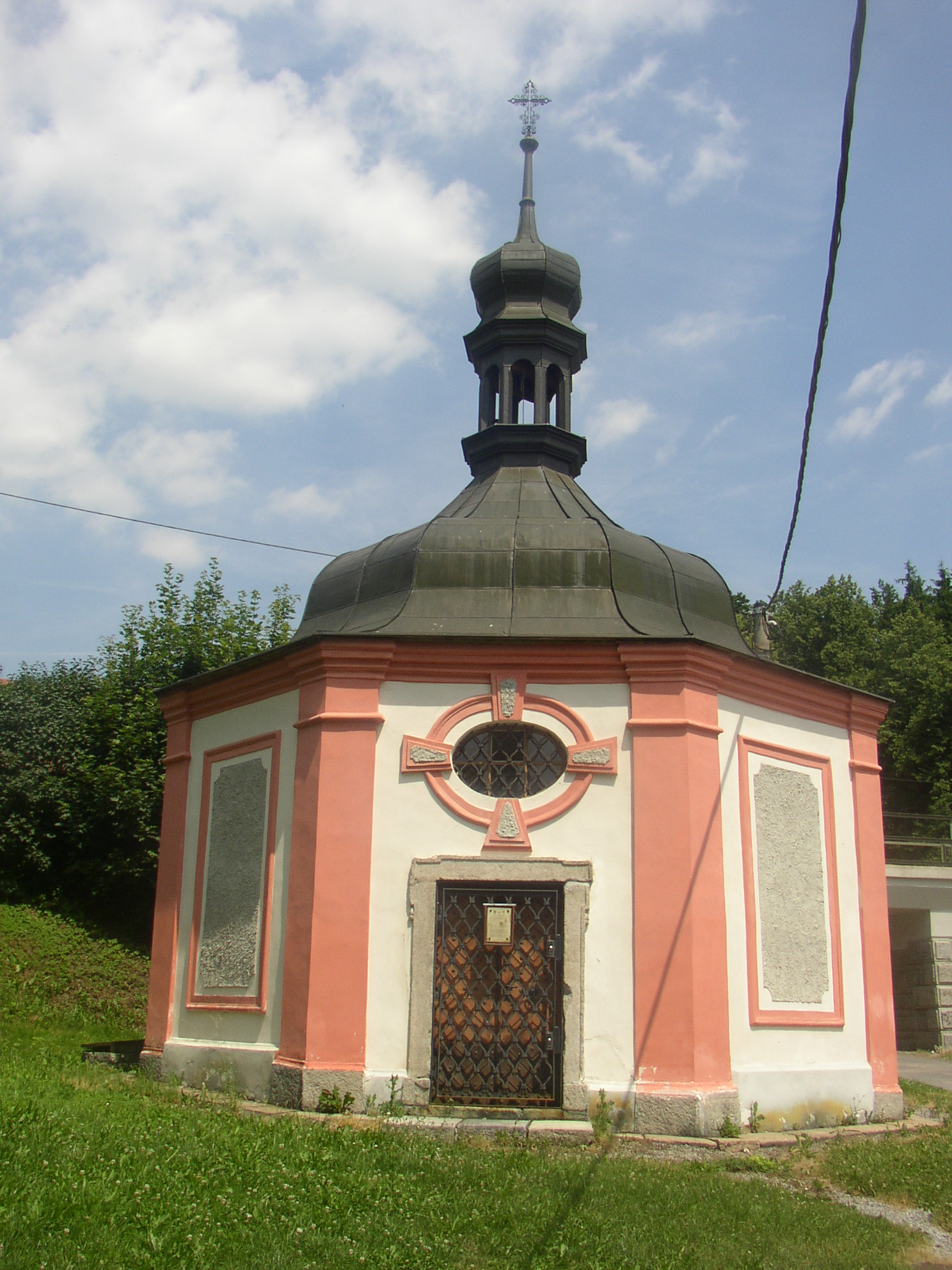
Kapelle der hl. Maria Magdalena

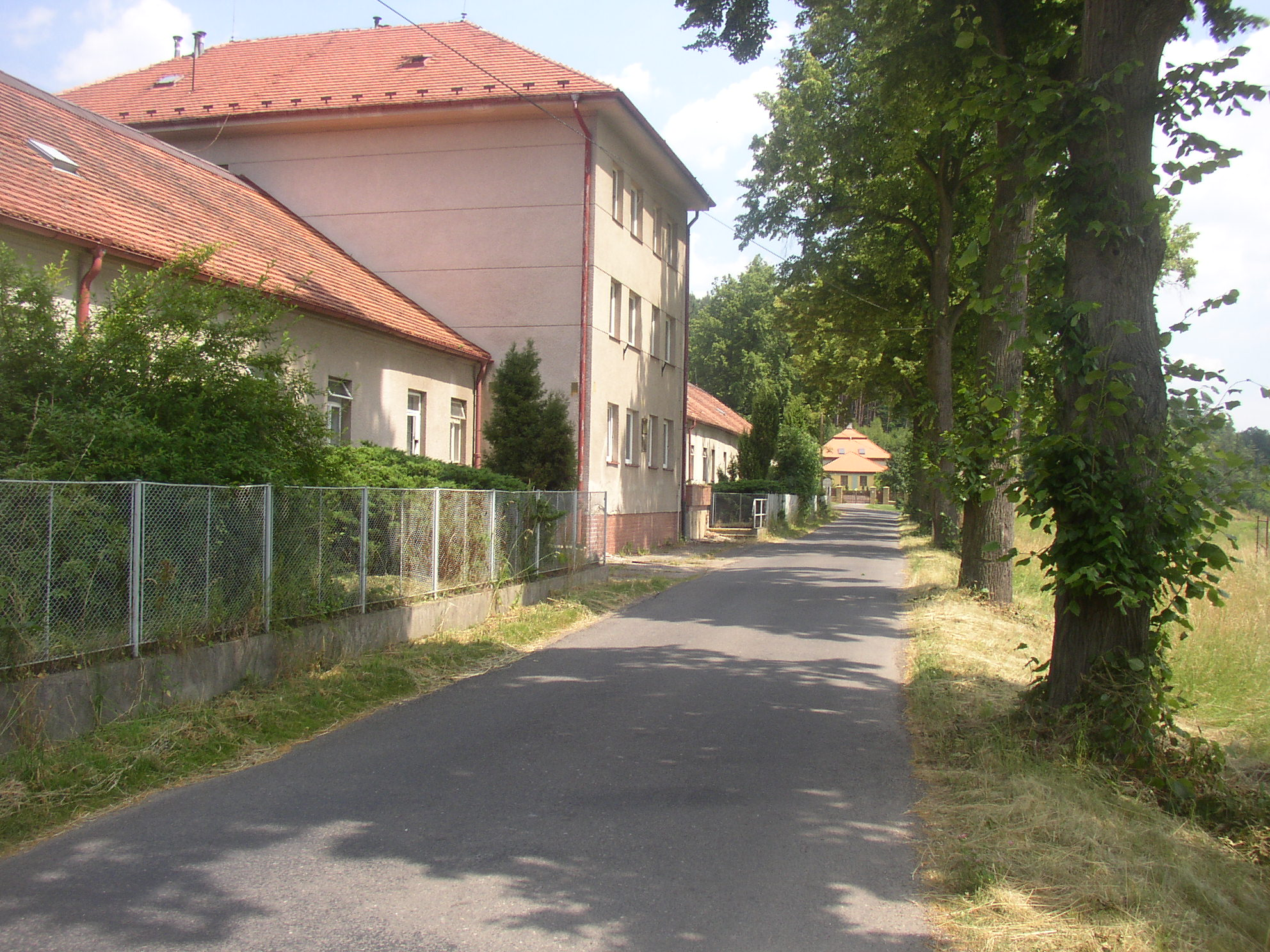
Ehemaliges Kurbad

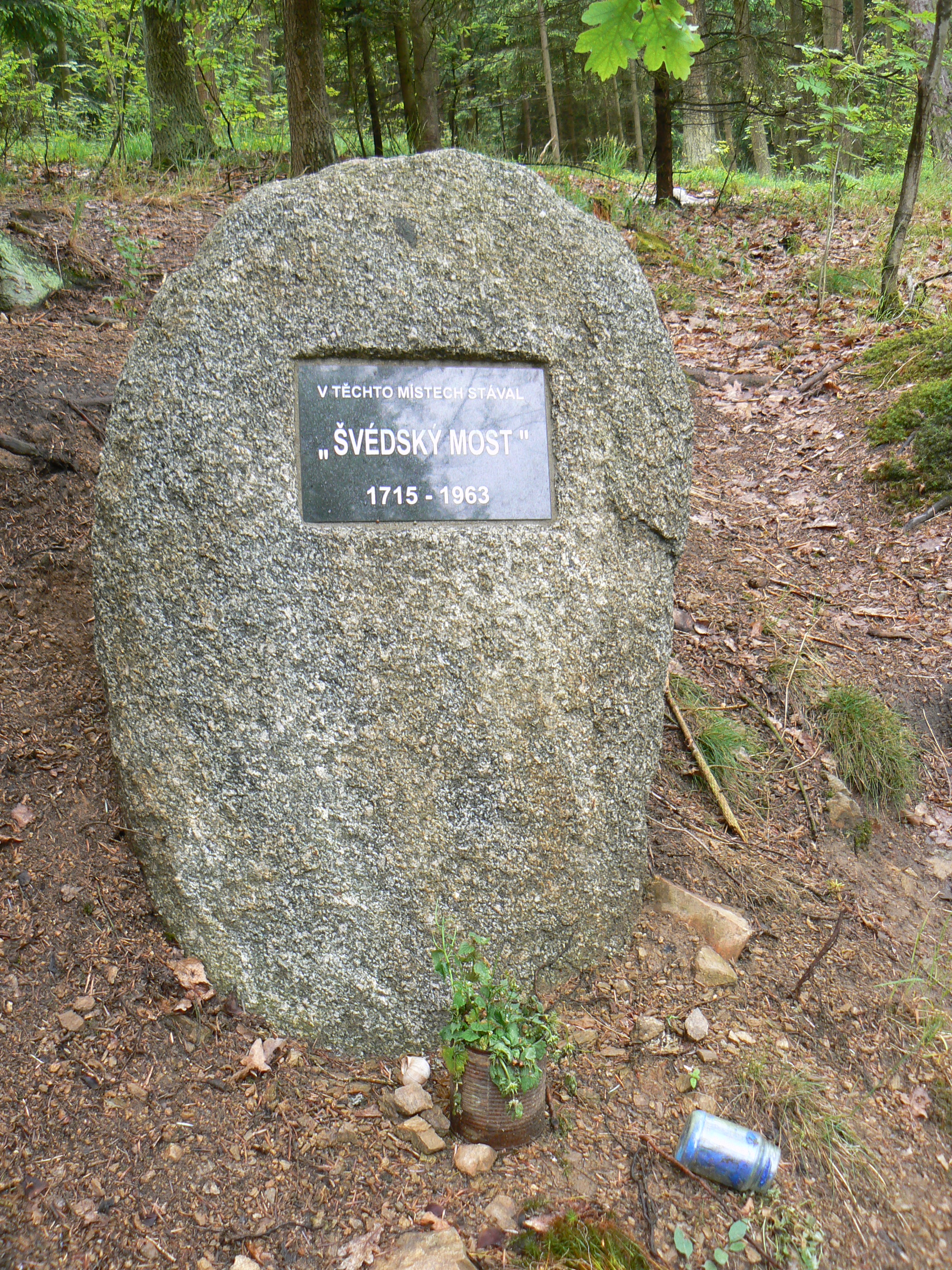
Gedenkstein am Platz der Schwedenbrücke

Dobrá Voda (deutsch Gutwasser) ist ein Ortsteil der Stadt Březnice in Tschechien. Er liegt vier Kilometer östlich von Březnice und gehört zum Okres Příbram. 

## Geographie
Dobrá Voda befindet sich linksseitig der Vlčava (Mirowitzer Bach) im Mittelböhmischen Hügelland. Durch den Ort führt die Bahnstrecke Protivín–Zdice. 
Im Osten erhebt sich die Ohařská hora (518 m), südlich die Stražiště (507 m), im Südwesten die Šance (512 m) sowie nordwestlich die Vinice (538 m). Nördlich liegt der Teich Žofín, im Nordwesten der Hluboký rybnik.
Nachbarorte sind Holandr und Starosedlský Hrádek im Norden, Školův Mlýn, Tušovice und Svojšice im Nordosten, Nestrašovice im Osten, Ohař, Řejvodův Mlýn, Boješice und Myslín im Südosten, Stražiště und Na Pazdernách im Süden, Počaply, Počapelský Mlýn und Martinice im Südwesten, V Hamru und Bor im Westen sowie Přední Poříčí, Zadní Poříčí, Chrást, Lisovice und Horčápsko im Nordwesten.

## Geschichte
Auf dem Hügel Šance über dem Zusammenfluss von Mlýnský potok und Vlčava befand sich im Frühmittelalter die slawische Gauburg Bozeň, zu deren Befestigungen auch die Wachtburg Hrádek und eine Siedlung auf dem Hügel Stražiště gehörten. In der ersten Hälfte des 13. Jahrhunderts wurde die Burg Bozeň verlassen. Auf dem gegenüberliegenden Plateau, wo sich die Burg Hrádek befand, ließ im 13. Jahrhundert der Vladike Hroch eine neue steinerne Feste errichten. Diese wurde nach ihm als Hrochův Hrádek benannt. Sie fiel zum Ende des 16. Jahrhunderts wüst.
An einer im 17. Jahrhundert entdeckten schwefel- und eisenhaltigen Heilquelle ließ der Besitzer der Herrschaft Březnice, Přibik Jenissek von Újezd, 1642 eine der hl. Maria Magdalena geweihte Kapelle errichten. Im Jahre 1773 untersuchte der Kreisphysikus Dr. Buta die Quelle und befand ihr Wasser in gewärmten Zustand als heilsam bei Rheumatismus, Lähmungen und Hautkrankheiten. Nachfolgend ließen die Reichsgrafen Kolowrat-Krakowsky  auf Březnice unweit der Kapelle ein herrschaftliches Badehaus mit einer Gastnahrung anlegen. Im Jahre 1837 bestand Gutwasser / Dobrá woda aus elf Häusern mit 101 Einwohnern. Im Ort gab es die öffentliche Kapelle der hl. Maria Magdalena, eine Hammerschmiede, eine Tuchwalkmühle und ein Wirtshaus. Nordöstlich des Dorfes lag die Burgruine Hrad. Pfarr- und Schulort war Březnitz. Bis zur Mitte des 19. Jahrhunderts blieb Gutwasser der Herrschaft Březnitz untertänig.
Nach der Aufhebung der Patrimonialherrschaften bildete Dobrá Voda/Gutwasser ab 1850 einen Ortsteil der Gemeinde Počaply in der Bezirkshauptmannschaft Písek und dem Gerichtsbezirk Blatná. In der zweiten Hälfte des 19. Jahrhunderts wurde das Badehaus zum Kurbad Gutwasser ausgebaut. Für die Badegäste wurden Spazierwege angelegt, die zum Holländischen Hof (Holandr) oder in anderer Richtung über die Schwedenbrücke auf die Schwedenschanze (Šance) und nach Stražiště führten. Zwischen 1873 und 1875 erfolgte im Tal der Vlčava der Bau der Bahnstrecke Protivín–Zdice, dabei wurde der südliche Teil der Ruine Hrochův Hrádek abgebrochen. Im Jahre 1887 löste sich Dobrá Voda von Počaply los und schloss sich an die Gemeinde Bor an. Der Badebetrieb wurde im 20. Jahrhundert eingestellt. Im Zuge der Aufhebung des Okres Blatná wurde das Dorf Ende 1960 dem Okres Příbram zugeordnet. Zu Beginn des Jahres 1976 wurde Dobrá Voda zusammen mit Bor nach Březnice eingemeindet. Im Jahre 1991 hatte Dobrá Voda 28 Einwohner, beim Zensus von 2001 lebten in den 14 Wohnhäusern 25 Personen.

## Ortsgliederung
Dobrá Voda gehört zum Katastralbezirk Bor u Březnice.

## Sehenswürdigkeiten
- Kapelle der hl. Maria Magdalena, der oktogonale Bau wurde 1642 nach Plänen von Carlo Lurago errichtet. In den Jahren 1992–1997 wurde die Kapelle saniert.
- Statue des hl. Franz von Assisi neben der Kapelle, sie ist ein Werk des Bildhauers Jan Hammer und wurde 1798 aufgestellt.
- Ehemaliges Kurbad aus dem 19. Jahrhundert. Nach der Einstellung des Badebetriebes diente das Gebäude im 20. Jahrhundert zunächst als Schulinternat, später als Kaserne der Burgwache. An dem heute ungenutzten Gebäude befinden sich zwei Gedenktafeln, die an Kuraufenthalte des Sokol-Organisators Miroslav Tyrš und des Politikers Jan Podlipný erinnern.
- Hügel Šance mit Burgstall Bozeň, er gilt als archäologische Fundstätte.
- Ruine Hrochův Hrádek am östlichen Ortsausgang
- Gedenkstein für die Schwedenbrücke (Švédský most), die steinerne Himmelsbrücke über die Vlčava wurde 1715 auf Initiative des Besitzers der Herrschaft Březnice, Josef von Újezd, und mit Bewilligung von Marie Ernestina von Eggenberg, der Besitzerin des Gutes Myslín, zu dem das gegenüberliegende Flussufer gehörte, errichtet. Die Brücke wurde 1963 abgebrochen.